# Paradiestus aurantiacus
Paradiestus aurantiacus là một loài nhện trong họ Corinnidae.
Loài này thuộc chi Paradiestus. Paradiestus aurantiacus được Cândido Firmino de Mello-Leitão miêu tả năm 1915.